# Saint-Clément (Cantal)
Saint-Clément é uma comuna francesa na região administrativa de Auvérnia-Ródano-Alpes, no departamento de Cantal. Estende-se por uma área de 17,43 km². Em 2010 a comuna tinha 78 habitantes (densidade: 4,5 hab./km²).